# 4677 Hiroshi
A 4677 Hiroshi (ideiglenes jelöléssel 1990 SQ4) a Naprendszer kisbolygóövében található aszteroida. Takahasi Acusi és Vatanabe Kazuró fedezte fel 1990. szeptember 26-án.